# Cantonul Campoloro-di-Moriani
Cantonul Campoloro-di-Moriani este un canton din arondismentul Corte, departamentul Haute-Corse, regiunea Corsica, Franța.

## Comune
| Comune                                                | Populație (1999) | Cod poștal | Cod INSEE |
| ----------------------------------------------------- | ---------------- | ---------- | --------- |
| Cervione (Cervioni)                                   | 1.719            | 20221      | 2B087     |
| Sant'Andréa-di-Cotone (Sant'Andria di Cutone)         | 240              | 20221      | 2B293     |
| San-Giovanni-di-Moriani (San Ghjuvà di Muriani)       | 91               | 20230      | 2B302     |
| San-Giuliano (San Ghjulianu)                          | 663              | 20230      | 2B303     |
| Santa-Lucia-di-Moriani (Santa Lucia di Muriani)       | 1.199            | 20230      | 2B307     |
| Santa-Maria-Poggio (Santa Maria poghju)               | 657              | 20221      | 2B311     |
| San-Nicolao (San Niculau)                             | 1.792            | 20230      | 2B313     |
| Santa-Reparata-di-Moriani (Santa Riparata di Muriani) | 44               | 20230      | 2B317     |
| Valle-di-Campoloro (E Valli di U Campuloru)           | 345              | 20221      | 2B335     |